# 10 نوفمبر
- السبت
- الأحد
- الاثنين
- الثلاثاء
- الأربعاء
- الخميس
- الجمعة

- 110 جمادى الأولى 1447  هـ
- 211 جمادى الأولى 1447  هـ
- 312 جمادى الأولى 1447  هـ
- 413 جمادى الأولى 1447  هـ
- 514 جمادى الأولى 1447  هـ
- 615 جمادى الأولى 1447  هـ
- 716 جمادى الأولى 1447  هـ
- 817 جمادى الأولى 1447  هـ
- 918 جمادى الأولى 1447  هـ
- 1019 جمادى الأولى 1447  هـ
- 1120 جمادى الأولى 1447  هـ
- 1221 جمادى الأولى 1447  هـ
- 1322 جمادى الأولى 1447  هـ
- 1423 جمادى الأولى 1447  هـ
- 1524 جمادى الأولى 1447  هـ
- 1625 جمادى الأولى 1447  هـ
- 1726 جمادى الأولى 1447  هـ
- 1827 جمادى الأولى 1447  هـ
- 1928 جمادى الأولى 1447  هـ
- 2029 جمادى الأولى 1447  هـ
- 2130 جمادى الأولى 1447  هـ
- 221 جمادى الآخرة 1447  هـ
- 232 جمادى الآخرة 1447  هـ
- 243 جمادى الآخرة 1447  هـ
- 254 جمادى الآخرة 1447  هـ
- 265 جمادى الآخرة 1447  هـ
- 276 جمادى الآخرة 1447  هـ
- 287 جمادى الآخرة 1447  هـ
- 298 جمادى الآخرة 1447  هـ
- 309 جمادى الآخرة 1447  هـ
- 110 جمادى الآخرة 1447  هـ
- 211 جمادى الآخرة 1447  هـ
- 312 جمادى الآخرة 1447  هـ
- 413 جمادى الآخرة 1447  هـ
- 514 جمادى الآخرة 1447  هـ

10 نوفمبر أو 10 تشرين الثاني أو يوم 10 \ 11 (اليوم العاشر من الشهر الحادي عشر) هو اليوم الرابع عشر بعد الثلاثمائة (314) من السنة، أو الخامس عشر بعد الثلاثمائة (315) في السنوات الكبيسة، وفقًا للتقويم الميلادي الغربي (الغريغوري). يبقى بعده 51 يومًا على انتهاء السنة.

## أحداث
- 1444 - قوات الدولة العثمانية بقيادة السلطان مراد الثاني تتغلب على قوات الملك الصليبي فلاديسلاف الثالث في معركة فارنا، وأدت المعركة إلى مقتل الملك المذكور.
- 1729 - قوات مسقط تهزم البرتغاليين وتتمكن من تحرير مدينة مومباسا.
- 1775 - تشكيل قوات مشاة البحرية الأمريكية المعروفة باسم «المارينز».
- 1891 - المخترع الأمريكي جرانفيل وودز يحصل على براءة اختراع «القطار الكهربائي» الذي ظهر للمرة الأولى في تاريخ البشرية بعد سنوات من ظهور «القطار البخاري».
- 1928 - الإمبراطور هيروهيتو يتولى عرش اليابان.
- 1952 - استقالة السكرتير العام لمنظمة الأمم المتحدة تريغفي لي.
- 1975 - رئيس منظمة التحرير الفلسطينية ياسر عرفات يلقي كلمة أمام الجمعية العامة للأمم المتحدة في مقرها بمدينة نيويورك لأول مرة في تاريخ القضية الفلسطينية.
- 1975 - الأمم المتحدة تصدر «القرار رقم 3379» والذي ينص على مساواة الصهيونية بالعنصرية وذلك بعد موافقة الجمعية العامة للأمم المتحدة.
- 1994 - «مجلس قيادة الثورة في العراق» يصدر بيانًا يعلن فيه اعتراف جمهورية العراق بسيادة دولة الكويت واستقلالها السياسي، و«المجلس الوطني العراقي» يعلن بعد ذلك تأييده ومباركته لهذا الاعتراف.
- 2010 - الإعلان عن النتائج النهائية لانتخابات مجلس النواب الأردني والتي شارك بها 53% من الناخبين، وكانت النتيجة فوز كبير للمستقلين وخسارة لقيادات تقليدية، ودخول 13 امرأة إلى البرلمان، 12 منهن عن طريق نظام الكوتة بالإضافة إلى نائبة فازت عن طريق التنافس الحر.
- 2011 - الرئيس اليوناني كارولوس بابولياس يعين الاقتصادي لوكاس باباديموس رئيسًا للحكومة.
- 2013 -
  - إعصار هايان يضرب الفلبين ويخلف 10 آلاف قتيل على الأقل ويتجه إلى فيتنام.
  - النادي الأهلي المصري يحرز لقب دوري أبطال أفريقيا 2013 للمرة الثامنة في تاريخه، بعد فوزه على أورلاندو بايرتس الجنوب أفريقي بنتيجة 3–1 في مجموع المبارتين.
- 2018 - نادي كاشيما أنتلرز الياباني يحرز لقب دوري أبطال آسيا 2018 للمرة الأولى في تاريخه بعد فوزه على نادي برسبوليس الإيراني بنتيجة 2-0 في مجموع المباراتين.
- 2019 -
  - ملك الأردن عبد الله الثاني يعلن انتهاء العمل بالمُلحقين الخاصين بمنطقتي الباقورة والغمر في معاهدة السلام الأردنية الإسرائيلية بفرض سيادة الدولة عليهما.
  - استقالة إيفو موراليس رئيس بوليفيا، من منصبه بعد احتجاجات شهدتها البلاد عقب إعادة انتخابه قبل نحو شهر من هذا التاريخ (أكتوبر 2019).

## مواليد
- 745 - الإمام موسى الكاظم، سابع أئمة الشيعة الاثنا عشر.
- 1161 - عبد الله بن الحسن القرطبي، عالم مسلم ولغوي وأديب أندلسي.
- 1433 - شارل الجريء، دوق بيرغندي.
- 1483 - مارتن لوثر، رجل دين إصلاحي ولاهوتي ألماني وملهم الكنيسة البروتستانتية.
- 1668 - فرانسوا كوبران، موسيقي فرنسي.
- 1683 - الملك جورج الثاني، ملك بريطانيا العظمى.
- 1693 - جون بفيس، طبيب وعالم فلك إنجليزي.
- 1697 - وليم هوجرت، فنان إنجليزي.
- 1759 - فريدريش شيلر، كاتب ألماني.
- 1834 - خوسيه هرنانديز، صحفي وشاعر وسياسي أرجنتيني.
- 1880 - جيكوب إبستين، نحّات يهودي أمريكي.
- 1891 - كارل ستالينغ، ملحن وموزع موسيقي أمريكي.
- 1918 - إرنست فيشر، عالم كيمياء ألماني حاصل على جائزة نوبل في الكيمياء عام 1973.
- 1919 - ميخائيل كلاشنكوف، عسكري ومخترع روسي.
- 1920 - عبد الرحمن الشرقاوي، أديب وروائي مصري.
- 1925 - ريتشارد برتون، ممثل ويلزي.
- 1927 - صباح، مغنية وممثلة لبنانية.
- 1928 - إنيو موريكوني، موسيقي إيطالي.
- 1933 - رونالد إفانز، رائد فضاء أمريكي.
- 1941 - ساكاموتو كيو، مغني وممثل ياباني.
- 1942 - روبرت آنجل، اقتصادي أمريكي حاصل على جائزة نوبل في الاقتصاد عام 2003.
- 1944 -
  - محمد أبو داوود، ممثل مصري.
  - عسكر آكاييف، رئيس جمهورية قيرغيزستان.
- 1947 -
  - بشير الجميّل، قائد عسكري وسياسي لبناني.
  - رباب، مغنية عراقية.
- 1950 - بوب أورتن الابن، مصارع أمريكي.
- 1955 - رولان إيميريش، مخرج ومنتج سينمائي ألماني.
- 1956 -
  - محسن بدوي، رجل أعمال وناشط سياسي وكاتب مصري.
  - ممدوح عبد العليم، ممثل مصري.
- 1958 - هدى رمزي، ممثلة مصرية.
- 1961 - يوسف المطرف، مغني كويتي.
- 1969 -
  - ينز ليمان، لاعب كرة قدم ألماني.
  - إلين بومبيو، ممثلة أمريكية.
- 1973 - باتريك بيرغر، لاعب كرة قدم تشيكي.
- 1976 -
  - ستيفن إيفرسن، لاعب كرة قدم نرويجي.
  - شيفكي كوكي، لاعب كرة قدم فنلندي.
- 1977 -
  - شبنم قلي خاني، ممثلة إيرانية.
  - بريتاني ميرفي، ممثلة أمريكية.
  - عبد الله الجمعان، لاعب كرة قدم سعودي.
- 1979 -
  - سامو زين، مغني سوري.
  - أنتوني ريفيلير، لاعب كرة قدم فرنسي.
- 1981 - محمد جراغ، لاعب كرة قدم كويتي.
- 1983 - مروة خليل، ممثلة بحرينية.
- 1984 - أحمد فتحي، لاعب كرة قدم مصري.
- 1985 - طلال نايف، لاعب كرة قدم كويتي.
- 1986 - جوش بيك، ممثل أمريكي.
- 1989 -
  - دانييل أدجي، لاعب كرة قدم غاني.
  - تارون إيجرتون، ممثل أنجليزي.

## وفيات
- 1290 - المنصور قلاوون، سلطان مملوكي.
- 1549 - البابا بولس الثالث، بابا الكنيسة الرومانية الكاثوليكية.
- 1848 - إبراهيم باشا، أمير وقائد عسكري والإبن الأكبر لوالي مصر محمد علي باشا.
- 1891 - آرثر رامبو، شاعر فرنسي.
- 1938 - مصطفى كمال أتاتورك، مؤسس الجمهورية التركية.
- 1968 - ناصر الحاني ، أديب وأكاديمي ودبلوماسي عراقي.
- 1969 - علي أحمد باكثير، كاتب يمني من حضرموت.
- 1982 - ليونيد بريجنيف، سكرتير عام الحزب الشيوعي السوفييتي ورئيس مجلس السوفييت الأعلى.
- 1982 - رياض إبراهيم، وزير صحة عراقي أُعدم في عهد صدام حسين.
- 1997 - الأمير عبد الله بن سعود بن عبد العزيز آل سعود، الابن الرابع للملك سعود بن عبد العزيز آل سعود.
- 2000 - جاك شابان دلماس، رئيس وزراء فرنسا.
- 2003 - كنعان سوديندو بانانا، رئيس زيمبابوي.
- 2009 - روبرت إنكه، حارس مرمى كرة قدم ألماني.
- 2013 - هتلر طنطاوي، لواء أركان حرب مصري .
- 2014 - معالي زايد، ممثلة مصرية.
- 2016 - عدي مدانات، روائي وأديب وكاتب قصة قصيرة أردني.
- 2020 -
  - صائب عريقات، سياسي ودبلوماسي فلسطيني، وأمين سر اللجنة التنفيذية لمنظمة التحرير الفلسطينية.
  - كمال أبو وعر، مقاوم فلسطيني.

## أعياد ومناسبات
- يوم الثقافة في الأرجنتين في ذكرى ولادة خوسيه هرنانديز.
- يوم الأبطال في إندونيسيا.
- يوم ذكرى أتاتورك في تركيا.

## وصلات خارجية
- وكالة الأنباء القطريَّة: حدث في مثل هذا اليوم.
- أرشيف مصر: حدث في مثل هذا اليوم.
- BBC: حدث في مثل هذا اليوم.